# Julius Pohlig

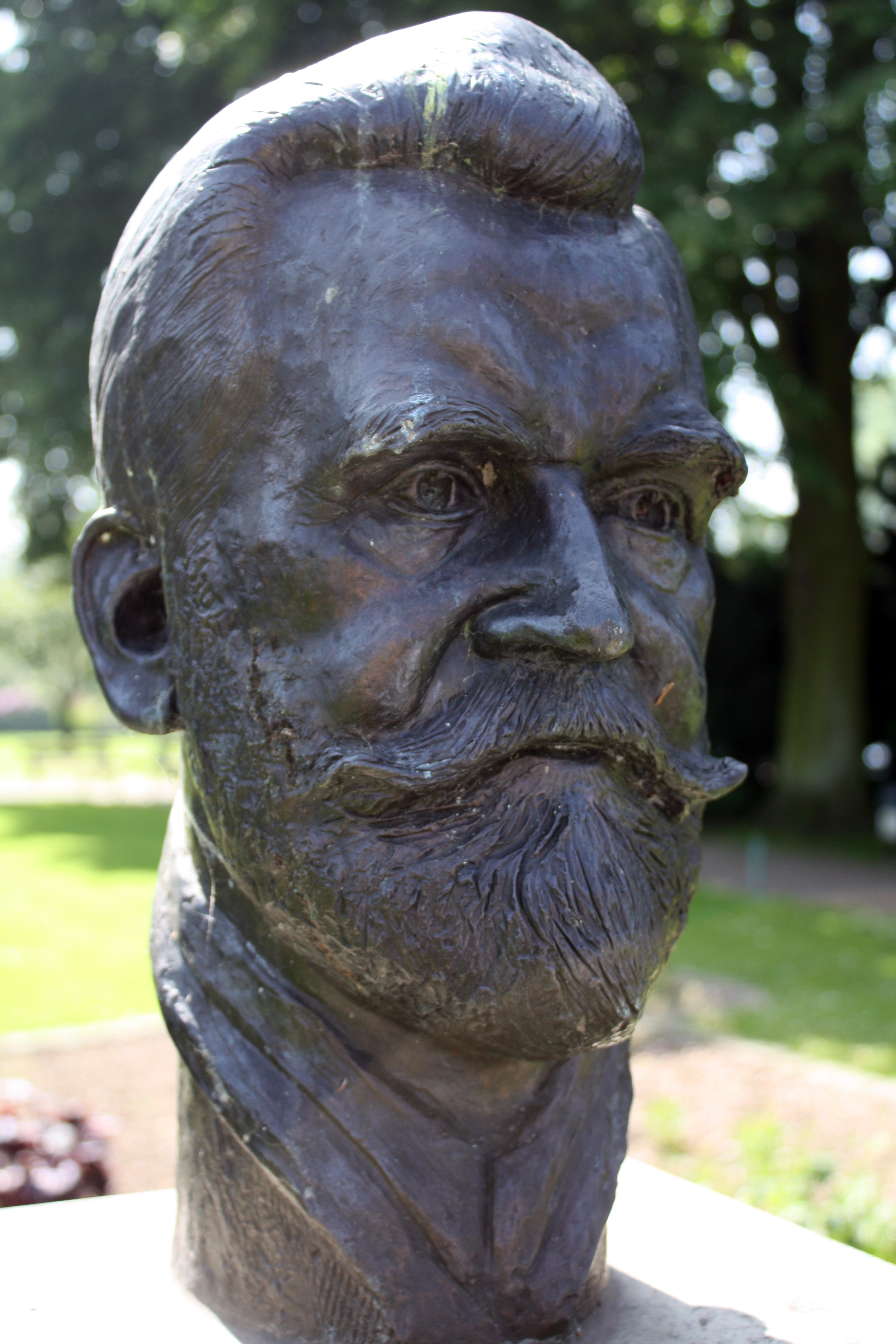
Julius-Pohlig-Denkmal (Detail) im Stadtpark Leichlingen

Julius Pohlig  (* 17. November 1842 in Oberschmitte(Leichlingen); † 30. Januar 1916 in Köln) war ein deutscher Ingenieur und Unternehmer. Er gilt als Wegbereiter des Seilbahnbaus.

## Jugend und Ausbildung
Seine Eltern waren der Bäcker Johann Peter (1799–1875) und Anna Margaretha Pohlig geb. Rehborn (1805–1863). Pohlig studierte an der Technischen Hochschule Karlsruhe Maschinenbau und war nach dem Studium 1865 als beratender Ingenieur an der Friedrich-Wilhelm-Hütte in Troisdorf tätig. Danach wechselte er 1867 an die private Siegener Baugewerkschule als Lehrer für Mathematik, Maschinen- und Mühlenbau. 1868 veröffentlichte er ein Buch Maschinentheile: eine Sammlung von Zeichnungen der wichtigsten Maschinentheile mit erläuterndem Text und den nöthigsten Berechnungen. Nach Auflösung der Schule lehrte er an der Königlichen Bergschule in Siegen Bergwerksmaschinen, Mechanik und technisches Zeichnen. Hier war er noch 1878 als Lehrer registriert und unternahm in jener Zeit Verdampfungsversuche mit Dampfmaschinen. Julius Pohlig war 1870 dem Verein Deutscher Ingenieure (VDI) beigetreten und gehörte unter anderem mit Heinrich Macco und Theodor Peters zu den Gründungsmitgliedern des Siegener Bezirksvereins des VDI.

## Unternehmer

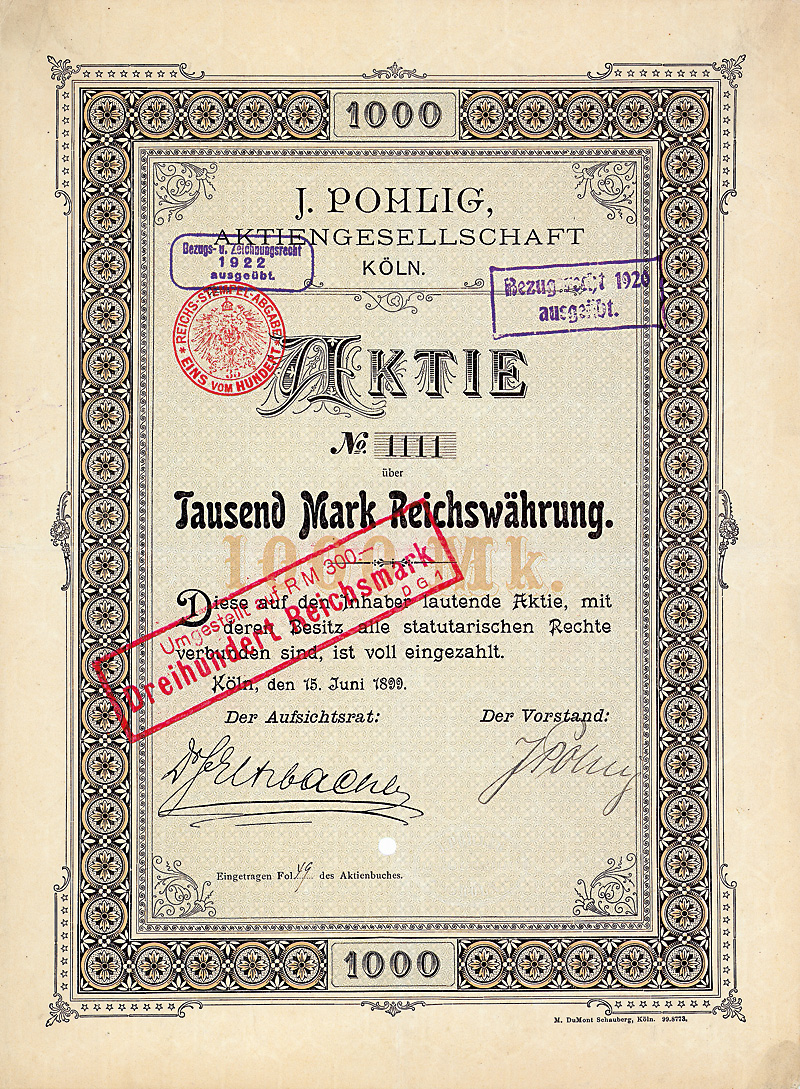
Aktie über 1000 Mark der J. Pohlig AG vom 15. Juni 1899

Die erste Luftseilbahn konstruierte Adam Wybe im Jahre 1644. Die Erfindung der neuzeitlichen, mit Trag- und Zugseil ausgerüsteten Seilbahnen ist mit den Namen Theobald Obach, Franz Fritz Freiherr von Dücker (1827–1892; erhielt 1861 ein Patent für die Zweikabelbahn), Julius Pohlig und Adolf Bleichert eng verknüpft.
Bereits 1873 fertigte Pohlig eine erste Materialseilbahn im Siegerland und spezialisierte sich auf die Konstruktion von Seilbahnen für den Einsatz beim Kohle- und Erztransport in den Bergwerken. 1874 gründete er die Firma J. Pohlig in Köln und Theobald Obach in Wien, für die er 1892 sämtliche Patente von Theodor Otto erwarb und die er ab 1. Juli 1899 als J. Pohlig AG weiterführte. In der Zwischenzeit siedelte Pohlig 1890 nach Köln über, wo 1894 nach Plänen des Architekten Peter Gaertner die Pohlig-Fabrik in Köln-Zollstock entstand, die 1912 erweitert wurde. Zunächst baute das Werk Materialseilbahnen wie etwa die im April 1900 in Betrieb genommene Schlacke-Seilbahn für die Bremer Hütte in Geisweid. Wegen der bei Seilbahnen verwendeten Drahtseile kooperierte er seit etwa 1900 mit dem Kölner Carlswerk, einer Tochtergesellschaft von Felten & Guilleaume. 1901 entstand ein Zweigwerk in Berzdorf.
1903 verließ Pohlig das Unternehmen nach einem missglückten ausländischen Engagement. Neuer Vorstand wurde mit Georg Zapf ein Manager des Carlswerks, das seit 1929 mehrheitlich die Aktien der J. Pohlig AG erwarb. Auch sein Sohn Julius Pohlig junior stieg 1903 in den Vorstand auf.
Im Jahr 1927 wurde das Österreichische Seilbahnbau-Unternehmen Förderanlagen Bau- und Betriebs- Aktiengesellschaft (Fabbag) durch Pohlig übernommen. Im selben Jahr musste die Gesellschaft für Förderanlagen Ernst Heckel wegen finanzieller Schwierigkeiten an das Kölner Carlswerk verkauft werden und als im Juni 1932 das Leipziger Unternehmen Adolf Bleichert & Co. in Konkurs ging, gründete das Carlswerk noch im selben Jahr in Köln als Auffanggesellschaft die Bleichert Transportanlagen GmbH. 1933 wurde schließlich auch die J. Pohlig AG vom Carlswerk übernommen, damit war das Unternehmen Gesellschafter der größten drei europäischen Seilbahnhersteller geworden.
Als im Juni 1946 der Luxemburger ARBED-Konzern mit 67,08 % die Aktienmehrheit an der Carlswerk-Muttergesellschaft Felten & Guilleaume erwarb, wurde er damit auch Mehrheitsaktionär dieser drei Seilbahnunternehmen. Ab 1949 erfolgte der Wiederaufbau des Kölner Werks durch Wilhelm Heidrich und Leonhard Arenz.
1962 kam es zur Fusion mit der Kölner Bleichert Transportanlagen GmbH zu Pohlig-Heckel-Bleichert (PHB), die dadurch zu einem der größten Seilbahnhersteller der Welt aufstiegen und in Zollstock über ein Werksgelände von inzwischen 42.840 m² Größe verfügten. PHB gehört seit 1977 zu 97 % zum ARBED-Konzern. Das unrentable Berzdorfer Werk schloss im März 1979. Im Mai 1980 kam es zur Fusion mit Weserhütte zu PHB-Weserhütte, im Dezember 1987 ging diese verlustbedingt in Konkurs. Nachdem 1988 die Fabrik stillgelegt worden war, kam es 1989 zum Zwangsvergleich. Die Seilbahnsparte wurde von der Österreichischen Doppelmayr übernommen. Auf dem brachliegenden PHB-Gelände entstand zwischen 1994 und 1996 die neue Zentrale der Gothaer Versicherungsbank.

## Erbaute Seilbahnen (Auswahl)

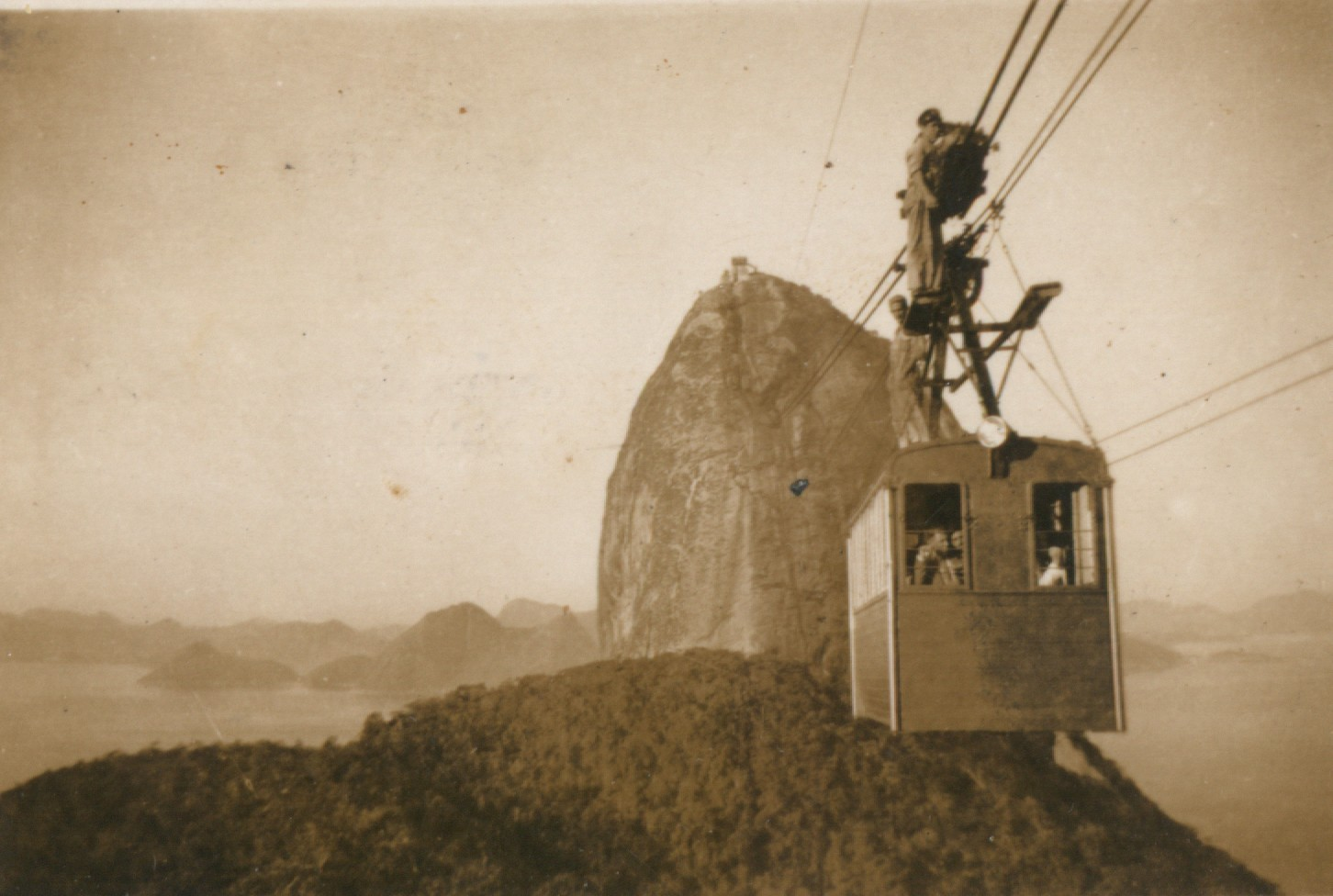
Pohlig-Seilbahn auf den Zuckerhut (1913)

Die meisten der durch Pohlig erbauten Anlagen erlangten überregionale Beachtung. Die J. Pohlig AG brachte es mit ihrer Vielfalt produzierter Anlagen für hochqualifizierte Fördertechniken jeglicher Anwendung zu weltweiter Bekanntheit. Das Unternehmen fertigte international bekannte Seilbahnen wie etwa 1908 in Hongkong die erste Kabinen-Seilbahn der Welt für den öffentlichen Personentransport am Beacon Hill, mit der Eröffnung der zweiten Sektion am 18. Januar 1913 folgte die Seilbahn auf den Zuckerhut in Rio de Janeiro. 1914 Bau einer Drahtseilbahn für den Bau der Bahnstrecke Liblar–Dernau (Strategischer Bahndamm) in Marienthal, 1928 eine Luftseilbahn auf die Bürgeralpe bei Mariazell (noch von der Fabbag begonnen), 1929 jene auf den Tafelberg in Kapstadt, 1951 die Wallbergbahn, 1954 die Seilbahn in Rüdesheim am Rhein und die Rietburgbahn bei Rhodt unter Rietburg oder 1955 der Umbau der Seilbahn zur Zugspitze. 1955 errichtete Pohlig die Sesselbahn Ehrenbreitstein in Koblenz zur Festung Ehrenbreitstein.
Die Kölner Seilbahn war im März 1957 die erste einen Fluss überquerende Anlage in Europa. Am 27. April 1961 eröffnete die Untersbergbahn bei Salzburg, im gleichen Jahr die Waldecker Bergbahn, 1970 wurde die Wendelstein-Seilbahn fertiggestellt, 1972 die Hochgratbahn im Allgäu erbaut.

## Ehrungen
Im Jahr 1912 wurde Julius Pohlig von der Technischen Hochschule Karlsruhe die Ehrendoktorwürde (als Dr.-Ing. E. h.) verliehen. Noch heute erinnert eine Büste im alten Stadtpark von Leichlingen an den Sohn der Stadt, das Bronze-Bildnis schuf der Bildhauer Kurt Arentz. In Köln und Berlin benannte man Straßen zu Ehren von Pohlig.